# 皇姑屯事件
皇姑屯事件是中华民国陆海军大元帅、奉系军阀首领张作霖在回奉途中于皇姑屯被关东军暗殺的事件。
1928年6月4日5点30分，张作霖所乘专列经过京奉鐵路与南满铁路交叉处的皇姑屯站三孔桥（现三洞桥）时，被日军预埋的炸藥炸毁，张作霖被炸成重伤，送回沈阳后不治身亡。因该案發于皇姑屯站以东，史称皇姑屯事件。當時在日本國內，由於沒有公佈兇手，日本政府一直以「滿洲某重大事件」（日语：／）代稱。

## 事件经过

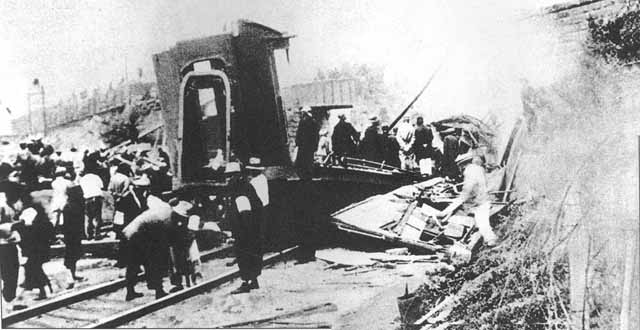
皇姑屯事件中被炸的列车车厢残骸

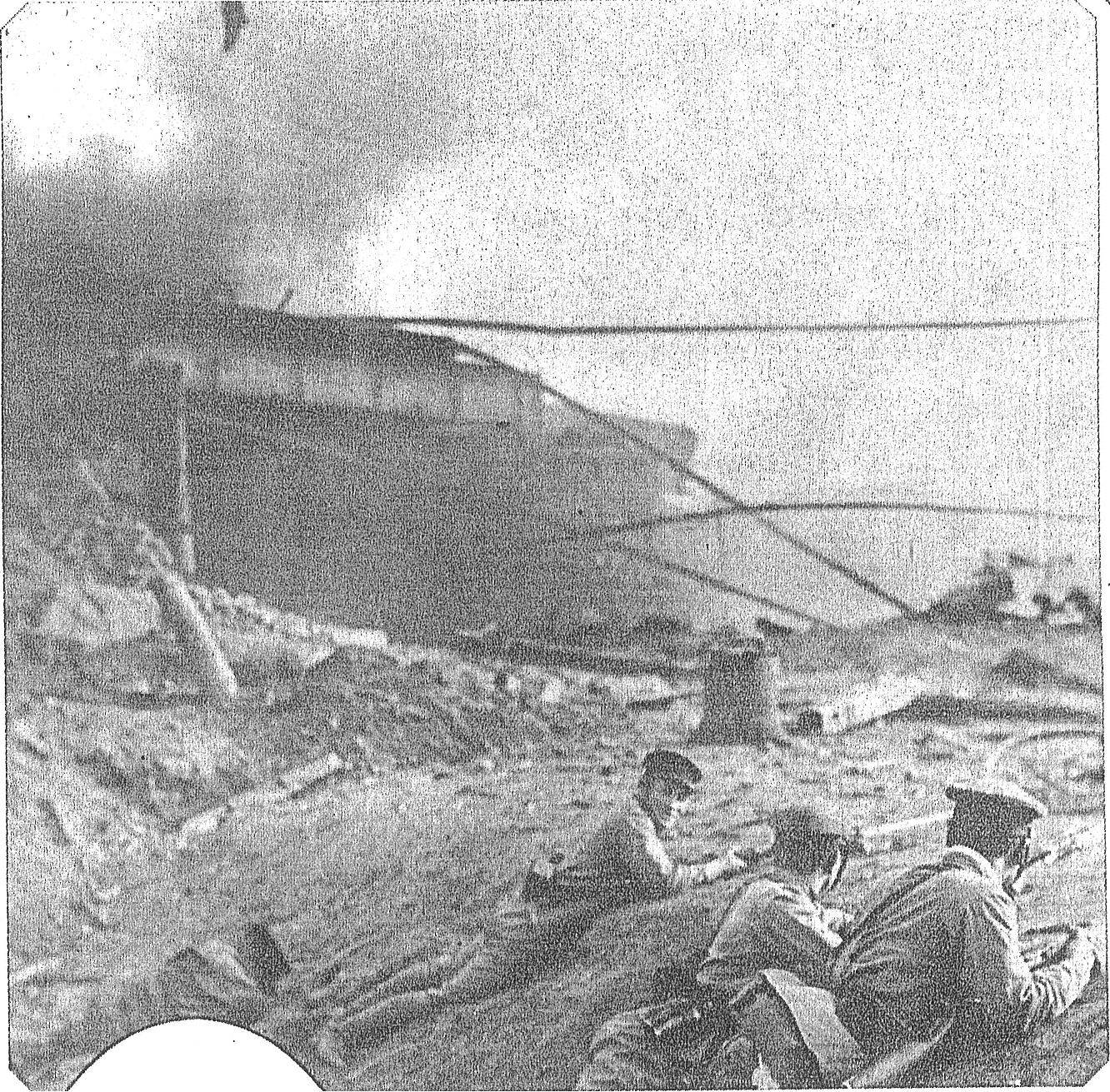
爆炸现场的日本军人

张作霖是奉系的最高领袖，是统治中国东北的軍閥，人稱“东北王”、“大帅”，1919年统一东北以后，勢力不斷在山海關关内扩张，于1927年6月18日在北京建立了安国军政府，自称中华民国陆海军大元帅，成为北洋政府最後一任統治者，也是当时尚未被国际承认的中华民国元首。1928年，张作霖的奉军抵挡不住國民革命軍的北伐攻势，只得向南京國民政府通电求和，后于6月3日夜乘火车返回沈阳。
1928年6月4日凌晨5点30分左右，当张作霖乘坐的火車行驶至沈阳西北皇姑屯车站以东，南满铁路（该路由日本控制）与京奉铁路交叉处三洞桥（桥上是南满铁路，下方是京奉铁路）时，预先埋设的炸药在此引爆了。张作霖所坐为第八节车，后来公开发表的日军中尉神田泰之助保留下来的照片显示，在第八，九，十节车进入桥下时引爆炸药，使上方桥梁的钢板下塌，将张作霖专列车厢压碎，黑龙江督军吴俊升当场死亡，张作霖被甩出车外受重伤，急救回帅府，9时30分伤重去世，但秘不发丧。其子张学良从前线动身，于6月18日赶回沈阳，稳定了东北局势，直到張學良21日繼承父親職務後，才正式公開發喪。
根据直接参與布置暗杀的河本大作自述，日军独立守备队第二大队的神田泰之助中尉、富田大尉负责勘定地点；工兵中尉队长桐原貞寿等人装置电流炸药；日军独立守备队第四中队长东宫铁男大尉负责控制引爆。日本关东军派自朝鲜军调遣来的工兵，在铁路交叉点上，工作6个小时，将120公斤黄色炸药，分装在30个麻袋内，装置在铁路交叉点桥墩上面的两处地方，设置了两道爆炸装置。在桥墩500米外的望台上设有电线按钮，以控制触发爆炸。

## 幕后主謀
根據現存檔案以及關東軍密信 ，由於日本在支持张作霖（如镇压郭松龄及入关夺取政权）後希望在中国东北享有各种特权，但张作霖並未盡力履行甚至背弃先前对日本作出的承诺，因而引起日本不滿。在时任日本首相的田中义一拒绝批准关东军对东北军进行缴械後，关东军遂决定私自策划暗杀张作霖，以打乱奉系的指挥系统，使东北陷入混乱，以便出兵占领。暗殺由关东军高级参谋河本大作大佐具体制定详细计划，奉天特务机关长秦真次、土肥原贤二参与策划，並由时任关东军司令官的村冈长太郎中将下達命令；河本大作和村冈长太郎后来亦因皇姑屯事件被编入预备役。据《小矶回忆录》记载，1928年6月16日河本大作从中国东北回到日本东京，对小矶国昭私下吐露自己是谋杀张作霖的真凶，並在自己死後出版的回憶錄《我杀張作霖》中承認殺死了張作霖。
张作霖死后，日本未能立刻占领满洲，日本政府为了掩盖真相，谎称皇姑屯事件系“南京國民政府之特务”所为。案发之后，日本陆军省反对公布本案的真相，以免影响日本的国家形象並進一步刺激當時中國強烈的反日情緒，使中日雙方爆發軍事衝突。
有认为这次事件并未受到日本国内最高级别批准而是关东军策划执行。日本当时首相田中义一的辞职也被认为与天皇对他处理此事的不满有关。
1946年，远东国际军事法庭审理日本战犯时，就是将皇姑屯事件视为日本侵华的起点。因为张作霖是当时仍為國際公認的中国国家元首，谋杀一国元首理应是违反国际法，屬战争罪行为。根据东京审判记录田中内阁时期的海相冈田启介的证词表明，张作霖一面接受日军的援助，一面卻在北京向英、美示好，因此被日本陆军铲除。原日本原陆军省兵务局局长、陆军中将田中隆吉作证：“1928年6月3日，在南满铁路和京奉线交叉处，河本大作带领他的手下，爆破了北京开来的列车，张作霖就坐在那辆列车上。第二天，张作霖就死了。”
1945年，河本大作在日本投降后投靠阎锡山。1949年，解放军攻取太原之后，河本大作作为日本战犯被捕。1952年，经审讯之后，他详细交代了策划炸死张作霖的全过程。1955年，河本大作死于太原日籍战犯管理所。

## 其他說法

### 日本否認涉案與蘇聯的嫌疑
2010年后有部分日本右翼指出，俄罗斯作家普罗霍罗夫称张作霖系苏联情报人员暗杀，然后嫁祸给日本关东军。該說法尚未被左翼立场鲜明的日本主流歷史學界认可，国际史学界对此亦無關注。普罗霍罗夫声明他的观点不是以未公开过的秘密档案为根据的，只是通过“综合分析”，“几乎可以断定”“张作霖被炸是苏联情报机构所为”。中国官方媒体声称普罗霍罗夫全名为德米特里·彼特罗维奇·普罗霍罗夫，是俄罗斯的一个历史小说作者。很多俄罗斯专家则声称没有听说过普罗霍罗夫。
日本歷史學家宮脇淳子根據加藤康男所著《解謎「炸死張作霖事件」》，認為「河本大作暗殺張作霖」絕對是謊言，河本大作在爆炸之後特地拍攝照片，橋上滿鐵路軌橋樑完全掉落，橋下方是京奉鐵路，地面卻毫無傷，只有火車正上方被炸飛；張作霖替身搭乘之其他火車仍在張作霖所搭乘之火車之前後方行駛，因此炸死張作霖事件顯然是由張陣營內部人士策劃，炸藥是裝在張作霖所搭乘車輛之天花板或其他地方，這樣策劃者能在車輛抵達下方時按下開關，從而製造出爆炸:263-265。因此張學良在父親張作霖過世後隔年正式成為中國國民黨黨員，卻私下殺害同時加入中國國民黨之楊宇霆和常蔭槐；張學良受過極佳近代教育，認為「中國應該統一」，宣稱這兩人是間諜，實際上兩人可能是炸死張作霖之執行犯:267。宮脇淳子確信張學良是共產國際內部人員，他認為證據是後來共產國際頒授勳章給張學良:268-269。另有關張學良與共產黨的關係，可參見楊奎松《張學良的「通共」與蔣介石的置若罔聞》、陳益南《「西安事變」中若干鮮為人知的細節》等文，張學良在1936年提出加入共產黨，不是加入中共，此事需中共向共產國際匯報，最後以「特殊黨員」之身份加入，即可得到共產國際支持:268-269。

## 现状

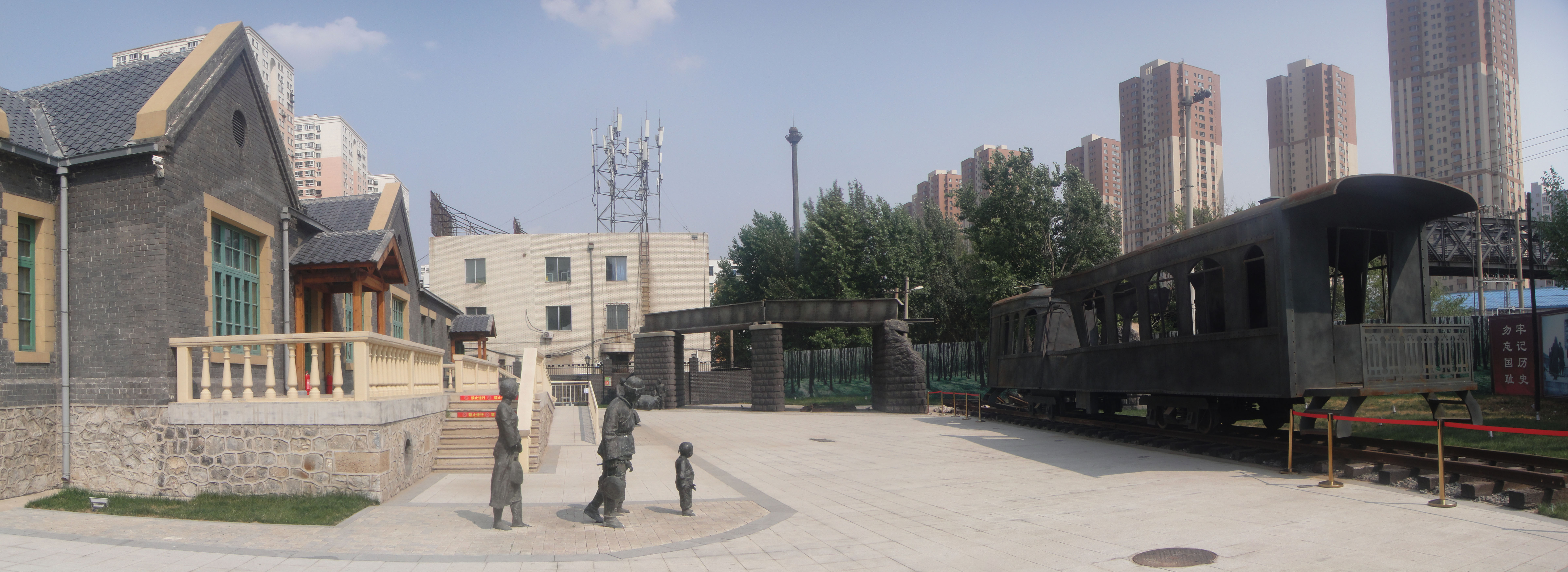
皇姑屯事件博物馆

當年的事發現場，現爲沈阳“三洞橋”，鐵路交叉處曾立有“张作霖被炸处”的標志牌，後被卧式黑色大理石碑取代，碑上鐫刻“皇姑屯事件发生地” 。2004年，张作霖被炸处及石碑列入沈阳市第一批不可移动文物名录。2015年，当地政府在皇姑屯站以西，原满铁奉天妇婴医院旧址内设立了皇姑屯事件博物馆。

### 日方關係人
- 关东军
- 田中义一
- 河本大作
- 芳澤謙吉
- 町野武馬（张作霖顾问，同乘一辆火车，爆炸前中途下车）
- 儀我誠也（日语：儀我誠也）（张作霖顾问，同乘一辆火车，坐吴俊陞身旁，爆炸中幸存）

### 中方关系人
- 张作霖（身亡）
- 吴俊陞（同乘，身亡）
- 张景惠（同乘，受伤）
- 莫德惠（同乘，受伤）
- 周大文（同乘）
- 刘哲（同乘）
- 于国翰（同乘）
- 张学曾（同乘，张作霖三子）
- 马月清（同乘，张作霖六姨太）
- 潘復（奉天省省长，事后赶到现场）
- 臧式毅（奉天督军参议，联络张学良）